# Адямигурт
Адямигурт (удм. Адямигурт) — деревня в Кезском районе Удмуртской республики.

## География
Находится в северо-восточной части Удмуртии на расстоянии приблизительно 1 км на запад по прямой от районного центра поселка Кез.

## История
Известна с 1891 года как починок Адямигуртский. В 1905 году учтено 15 дворов, в 1924 (уже деервня) — 22. До 2021 года входила в состав Сосновоборского сельского поселения.

## Население
Постоянное население составляло 113 человек (1905 год), 129 (1924, все удмурты), 52 человека в 2002 году (удмурты 85 %), 54 в 2012.